# Jorge Aguado
Jorge Rubén Aguado (Buenos Aires, 6 de noviembre de 1925- Buenos Aires., 12 de julio de 2019) fue un político y ruralista argentino, que ocupó el cargo de gobernador de Buenos Aires, durante la presidencia de facto de Reynaldo Bignone, del 8 de enero de 1982 al 10 de diciembre de 1983, cuando fue sucedido por Alejandro Armendáriz, tras el regreso de la democracia a la Argentina. 
Previamente, se había desempeñado como ministro de Agricultura de la Nación del 29 de marzo al 12 de diciembre de 1981, durante la presidencia de Roberto Eduardo Viola.

## Biografía
Presidió la Confederación de Asociaciones Rurales de Buenos Aires y La Pampa (CARBAP), de 1974 a 1976, siendo miembro de la Asociación Gremial Agropecuaria de Ingeniero Luiggi, y la organización Confederaciones Rurales Argentinas (CRA). Como ruralista ganó reconocimiento oponiéndose a la política de control de precios del ministro de Juan Domingo Perón, José Ber Gelbard. 

## Trayectoria política
Fue gobernador de la Provincia de Buenos Aires, siendo nombrado en ese puesto por el presidente (de facto) Leopoldo Fortunato Galtieri —con el acuerdo de la Junta Militar— el 8 de enero de 1982; fue confirmado en el cargo el 21 de julio de 1982 por Reynaldo Bignone.
Tras el fin de la dictadura argentina, se desempeñó en el ámbito privado, en cargos en el Grupo Macri, entre ellos como director del Correo Argentino. Fue además Diputado Nacional por la provincia de Buenos Aires entre 1989 y 1993, representando a la Ucedé. 
Cobró una jubilación mucho mayor a las restantes, al igual que otros funcionarios de las presidencias Viola-Galtieri-Bignone, por su desempeño como funcionario público; la cual le fue anulada en 2007. Se casó y tuvo siete hijos.